# Robert Sommer (Mediziner)

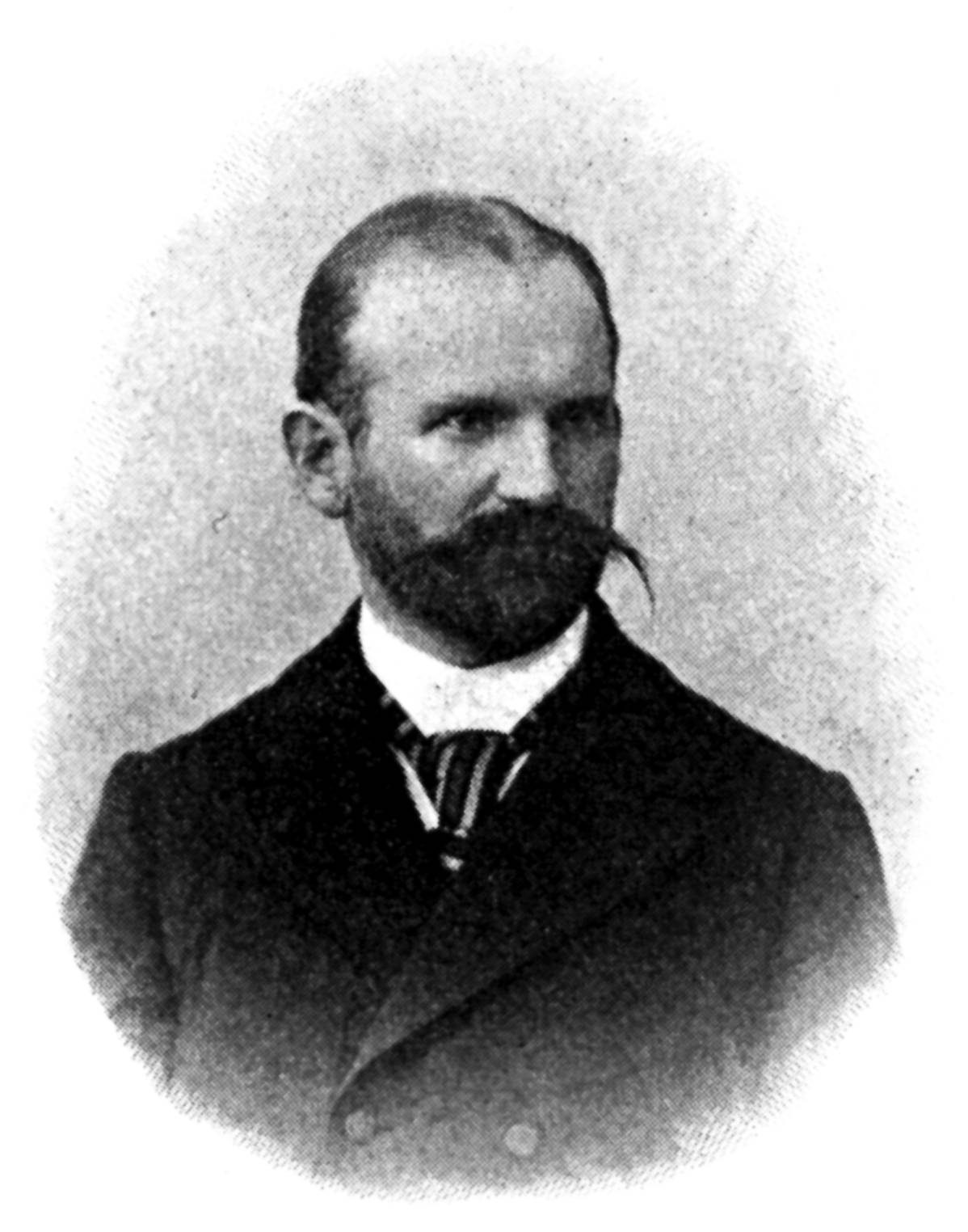
Robert Sommer, 1901

Karl Robert Sommer (* 19. Dezember 1864 in Grottkau; † 2. Februar 1937 in Gießen) war ein deutscher Psychiater. Er prägte 1901 den Begriff „Psychohygiene“ und begründete den Deutschen Verband für Psychohygiene sowie die Gesellschaft für experimentelle Psychologie (seit 1929 Deutsche Gesellschaft für Psychologie). Er publizierte außerdem zur Genealogie, Philosophie und Forensik. Er war aber auch ein reger Erfinder und engagierte sich in der Lokalpolitik.

## Leben und Karriere
Sommer war das jüngste der sechs Kinder des Juristen Karl Friedrich Adolf Sommer (1824–1903) und seiner Frau Anna, geborene Lange (1831–1872). Eigentlich wollte Robert Sommer Marineoffizier werden, aber seine Kurzsichtigkeit ließ dies nicht zu. Er studierte stattdessen Medizin und Philosophie in Freiburg und Leipzig, wo er bei Wilhelm Wundt und Carl Ludwig hörte. Nach dem Physikum zog er 1885 nach Berlin. Dort promovierte er über John Locke’s Verhältnis zu René Descartes zum Doctor phil. bei Heinrich von Stein. Für seine Preisschrift Geschichte der deutschen Psychologie und Ästhetik von Wolff-Baumgarten bis Kant-Schiller wurde er im folgenden Jahr von der Berliner Akademie der Wissenschaften mit dem zweiten Preis der von Miloszewski-Stiftung ausgezeichnet. Nach absolviertem Militärdienst als Einjähriger Arzt in Leipzig wurde er 1889 Assistenzarzt an der Irrenanstalt Rybnik.
1890 ging Sommer als Assistent Konrad Riegers nach Würzburg. Hier promovierte er 1891 über Soemmering’s Lehre vom Sitz der Seele zum Doctor medicinae und habilitierte sich ein Jahr später für Psychiatrie mit Ein seltener Fall von Sprachstörung. Anschließend übernahm er die Redaktion des Centralblatts für Nervenheilkunde und Psychiatrie.
Am 27. März 1895 wurde Sommer zum Professor und Direktor der neu gegründeten psychiatrischen Klinik und der Universität Gießen berufen, einen Posten, den er bis zu seiner Emeritierung am 1. November 1933 innehatte. Er beteiligte sich maßgeblich an der Gestaltung der Klinik, in der er sich auf die Experimentalpsychologie konzentrierte. Nachdem er bereits früh Wilhelm Griesingers Idee der psychiatrischen Versorgung durch „Stadtasyle“ unterstützt hatte, befürwortete er später die Arbeitstherapie Hermann Simons. In den ersten beiden Kriegssemestern (WS 1914/15 und SS 1915) war Sommer zudem Rektor der Universität.
1904 berief Sommer gemeinsam mit seinen Kollegen Georg Elias Müller, Hermann Ebbinghaus, Oswald Külpe, Ernst Meumann und Friedrich Schumann in Gießen den ersten „Kongreß für experimentelle Psychologie“ ein, auf welchem die Gesellschaft für experimentelle Psychologie aus der Taufe gehoben wurde.
Sommer heiratete 1906 die Gießenerin Emmy Schaefer (1867–1935). Ihre Ehe blieb kinderlos. Von 1911 bis 1922 nahm Sommer als Parteiloser auf Bitten der Stadt Gießen das Ehrenamt eines freien Bürgers im Gießener Stadtparlament wahr. Für seine Verdienste erhielt er 1936 die Ehrenplakette der Stadt.
Sommer war ein umtriebiger Organisator. Er gründete 1923 den Deutschen Ausschuß für psychische Hygiene und 1925 den Deutschen Verband für psychische Hygiene, den er auch leitete, bis ihn Ernst Rüdin 1933 ablöste. 1928 gründete er außerdem die Allgemeine ärztliche Gesellschaft für Psychotherapie, deren erster Vorsitzender er wurde. Er befürwortete die Psychoanalyse als ein Spezialgebiet der Komplexforschung, lehnte aber ihre einseitige Betonung sexueller Komplexe ab. Im Jahr 1936 wurde er zum Mitglied der Leopoldina gewählt.

## Psychiatrische Arbeiten
In seiner Dissertation wie auch in seiner Habilitationsschrift setzte sich Sommer kritisch mit dem Dogmatismus der in der Psychiatrie seinerzeit vorherrschenden Lokalisationslehre auseinander. Er entwickelte stattdessen eine psychophysiologische Betrachtungsweise. In seiner Diagnostik der Geisteskrankheiten prägte er den Begriff „Psychogenie“ als Ersatznamen für die Hysterie und führte die Kategorie des „Endogenen“ in die Psychosenlehre ein. Diese Kategorie übertrug Sommer auch auf die Kriminalpsychologie, in der er zwar die Existenz eines anatomisch distinkten „geborenen Verbrechers“ im Sinne Cesare Lombrosos verwarf, aber von „endogenen Verbrechernaturen“ sprach. In Diagnostik der Geisteskrankheiten (2. Auflage 1901) schrieb er, dass auch der Geisteskranke (als „Objekt der Naturwissenschaft“) in Bezug auf Ausdehnung, Form, Schwere, Oberflächenbeschaffenheit, Konstitution der Teile genau so „wie jeder andere in der Natur vorkommende Körper“ zu betrachten sei.

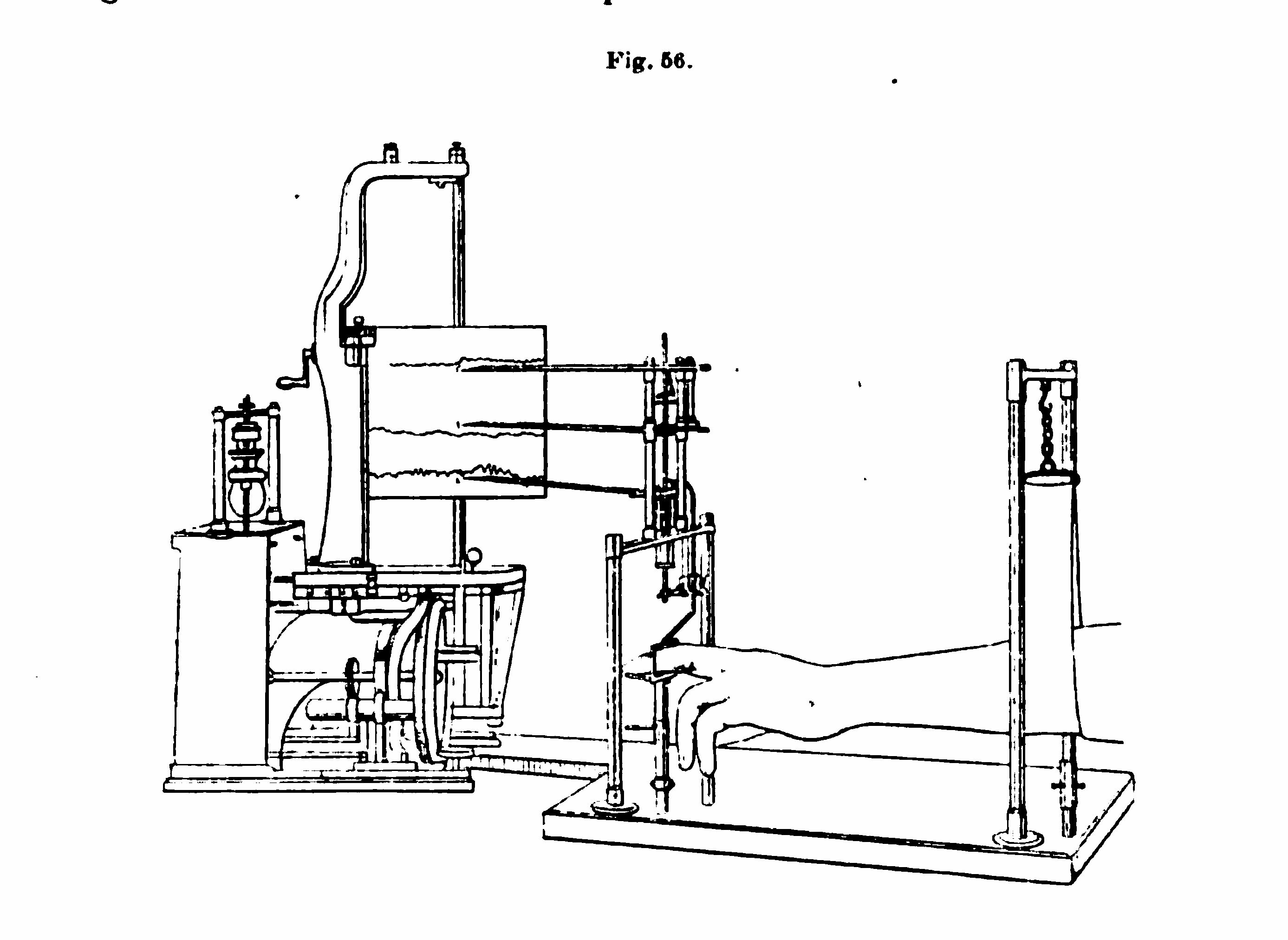
Von Robert Sommer entwickelter Apparat zur dreidimensionalen Analyse der Ausdrucksbewegungen der Hände (1899)

Da Sommer die menschlichen Ausdrucksbewegungen als Spiegel psychischer Vorgänge verstand, entwickelte er eine Reihe von Instrumenten zur psychophysischen Untersuchung. So konstruierte er einen Apparat zur dreidimensionalen Analyse der Ausdrucksbewegungen der Hände. In seinem Lehrbuch der psychopathologischen Untersuchungsmethoden versuchte er durch analytische Methode, psychophysiologisches Experiment und statistische Auswertung eine exakte psychopathologische Symptomenlehre zu begründen. Er kam dabei zu dem Schluss, dass es individuelle Reaktionstypen auf Grund erblicher Anlagen gebe.
Auf Grund dessen beschäftigte sich Sommer eingehender mit Familienforschung, nicht zuletzt mit der Abstammung Goethes, und bemühte sich, eine methodische Vererbungslehre zu entwickeln. 1923 forderte er, dass ein „Reichsinstitut für Familienforschung, Vererbungs- und Regenerationslehre“ eingerichtet werden müsse. 1927 fügte er seiner Arbeit eine Rassenlehre hinzu, um durch die Verknüpfung der Familienforschung mit der Rassenhygiene und psychischen Hygiene ihre soziale Notwendigkeit zu zeigen.

## Erfinder
Sommer konstruierte nicht nur seine eigenen Untersuchungsinstrumente, sondern beantragte 1901 auch ein Patent für „Wasserschuhe“, zwei kleine, an Skier erinnernden Boote, mit denen man über Wasser gehen und im Falle eines Krieges auch eine Invasion Englands in Angriff nehmen könne. Bei einem ersten Selbstversuch zur Überquerung der Lahn ging Sommer zwar unter, ließ sich davon aber nicht entmutigen. Noch 1934 fuhr er mit technisch verbesserten Wasserschuhen von Gießen nach Wetzlar lahnabwärts.
Seit 1915 bemühte sich Sommer auch um eine Organisation des Erfinderwesens. Er gründete 1917 eine Gesellschaft zur Errichtung eines deutschen Erfinderinstitutes und berief 1922 einen Kongreß für Erfinderwesen nach Gießen ein.

## Volkstümlicher Geheimrat

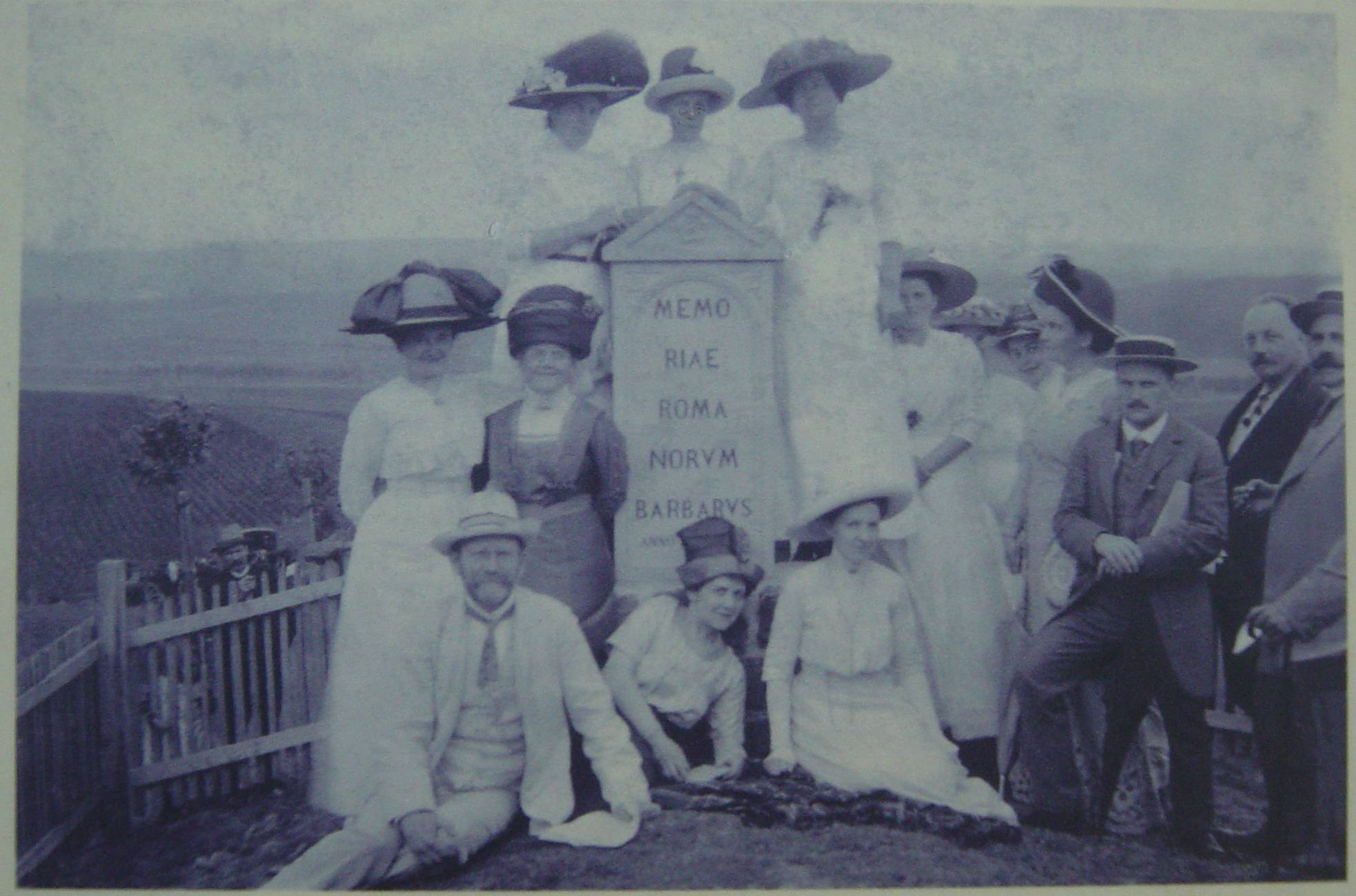
Gruppenfoto am „Barbarenstein“, 1912 (Sommer im hellen Anzug vorne sitzend)

Sommer sorgte sich um die Wirkungen des unruhigen Stadtlebens auf die Nerven der Menschen. Gegen die drohende Nervosität befürwortete er öffentliche Ruhehallen. „Die sozial-prophylaktische Aufgabe besteht darin,“ so Sommer, „in der Hast und Unruhe des modernen Lebens Ruhegelegenheiten zu schaffen, die eine Gelegenheit zu kurz dauerndem Ausruhen und zur Erholung der Nervenkraft bieten.“ Auf der Dresdner „Hygiene-Ausstellung“ 1911 wurde eine solche Ruhehalle der Öffentlichkeit vorgestellt.
Sommer berücksichtigte die damalige Nervositätslehre auch durch die Umbenennung seiner Gießener Klinik in Klinik für psychische und nervöse Krankheiten.
Sommer engagierte sich privat in der Wanderbewegung und gründete 1909 mit seiner Frau einen „Wander-Bund“ Gießener Hochschullehrer. Auf einer ihrer Wanderungen stießen die Sommers auf den nördlichsten Punkt des Wetterauer Limes an den Gemarkungsgrenzen Grüningen und Obersteinberg. Um den noch erhaltenen Grenzwall vor der Einebnung zu bewahren, kaufte Sommer 1910 das Grundstück und ließ 1912 den heute unter Denkmalschutz stehenden sogenannten „Barbarenstein“ nach dem Muster eines römischen Soldatengrabes errichten.
Seine Leidenschaft wurde jedoch auch sein Verhängnis. Sommer starb 1937 an einer Lungenentzündung, die er sich auf einer sechsstündigen Winterwanderung zugezogen hatte.
Anlässlich des 100-jährigen Bestehens der Gießener psychiatrischen Klinik wurde das „Robert Sommer Award Symposium“ ins Leben gerufen, auf dem seitdem alle zwei Jahre internationale Wissenschaftler Forschungsergebnisse zur Schizophrenie vorstellen und diskutieren, und außerdem die Robert-Sommer-Medaille für besondere Verdienste in der Schizophrenie-Forschung verliehen wird.
In Gießen ist zudem eine Straße nach Robert Sommer benannt.

## Schriften

Einband der ersten Auflage des Buches Familienforschung und Vererbungslehre (1907) von Robert Sommer

- Locke's Verhältnis zu Descartes. (Eine von der philosophischen Fakultät der Berliner Universität am 3. August 1886 gekrönte Preisschrift.) Mayer & Müller, Berlin 1887.
- Soemmering's Lehre vom Sitz der Seele … Dissertation. Universität Würzburg 1891. Stahel, Würzburg 1891.
- Zur Psychologie der Sprache. 1891.
- Grundzüge einer Geschichte der deutschen Psychologie und Aesthetik von Wolff-Baumgarten bis Kant-Schiller. Stahel, Würzburg 1892.
- Zur Theorie der cerebralen Schreib- und Lesestörungen. 1893.
- Diagnostik der Geisteskrankheiten. Für praktische Ärzte und Studirende. Urban & Schwarzenberg, Wien 1894; 2. Auflage Berlin 1901.
- IV. Reflexmultiplikator: Apparat zur Untersuchung des Kniephänomens bei Aequilibrirung des Unterschenkels. 1894.
- Lehrbuch der psychopathologischen Untersuchungs-Methoden. Urban & Schwarzenberg, Berlin 1899.
- Das Problem des Gehens auf dem Wasser. Eine mechan.-physiol. Studie (zugl. Erl. zu D.R.P. Nr. 130174). J. A. Barth, Leipzig 1902.
- Zur Messung der motorischen Begleiterscheinungen psychischer Zustände. 1902.
- Zur Messung der Zeit bei psychophysischen Versuchen. 1903.
- Kriminalpsychologie und strafrechtliche Psychopathologie auf naturwissenschaftlicher Grundlage. Barth, Leipzig 1904.
- Vereinigung für Gerichtliche Psychologie und Psychiatrie im Grossherzogtum Hessen. Bericht über die Eröffnungsversammlung am 5. November 1904 zu Giessen : Adolf. 1905.
- Familienforschung und Vererbungslehre. Barth, Leipzig 1907. Digitalisat
- Goethe im Lichte der Vererbungslehre. Barth, Leipzig 1908.
- Goethes Wetzlarer Verwandtschaft. Barth, Leipzig 1908.
- Öffentliche Ruhehallen. Marhold, Halle a. S. 1913.
- Krieg und Seelenleben. Kindt, Giessen 1915.
- Wiedergeburt. Deutsche Sonette aus Italien. Kindt, Gießen 1915.
- Die körperliche Erziehung der deutschen Studentenschaft. Voss, Leipzig 1916.
- Die Stabilisierungsmethode mit Messung des Körperwiderstandes bei der galvanischen Behandlung. 1916.
- Über Familienähnlichkeit. Wiener Urania, Wien 1917. Digitalisat
- Gießener Kunstsammlung. Für den oberhessischen Kunstverein zusammengestellt. Brühl'sche Universitäts-Buch- u. Steindruckerei, Gießen 1918.
- Die Schweizer Soldan-Familien. Giessen 1921.
- Familienforschung und Vererbungslehre. 2. umgearb. u. verm. Aufl. mit 16 Abb., Barth, Leipzig 1922. Digitalisat
- Tierpsychologie. Quelle & Meyer, Leipzig 1925.
- Familienforschung, Vererbungs- und Rassenlehre. 3. Auflage. Barth, Leipzig 1927. Digitalisat
- als Hrsg. mit Ernst Rüdin, Wilhelm Weygandt, Hans Roemer, Paul Nitsche (Hrsg.): Zeitschrift für psychische Hygiene. Offizielles Organ des Deutschen Verbandes für psychische Hygiene und Rassenhygiene und des Verbandes Deutscher Hilfsvereine für Geisteskranke. Unter Mitwirkung des Herausgebers der Allgemeinen Zeitschrift für Psychiatrie Georg Ilberg. Band 1–8. Walter de Gruyter & Co., Berlin 1928–1935.
- Die Nibelungenwege von Worms über Wien zur Etzelburg. Ein deutsches Wanderbuch. Verlag für Urgeschichte und Menschenforschung, Weimar 1929.
- Die Werk-Währung. Oberhess. Volkszeitung, Giessen 1931.
- Thule und die Heimat der Edda. Schoetz, Berlin 1937.
- Die chemische Hexenküche. Nach Goethes „Faust“ als Festspiel zur Eröffnung des Liebigmuseums in Gießen am 26. März 1920. In vier Szenen. [Lange], Gießen 1920.
- mit Paul Clingestein, Elisabeth Streller: Ein Wanderweg von Thüringen zum Rhein. Sis, Zeitz 1932.